# Mach (kernel)
Mach è un kernel sviluppato dalla Università Carnegie Mellon durante l'attività di ricerca sui sistemi operativi paralleli e distribuiti. Essendo uno dei primi microkernel, viene utilizzato come campione di paragone con altri microkernel.
Il progetto alla CMU si è sviluppato tra il 1985 e il 1994 ed è terminato con il Mach 3.0. Molte aziende e università hanno continuato lo sviluppo del Mach, tra le quali l'Università dello Utah, che si è distinta con il progetto Mach 4. 
Allo stato attuale l'attività di ricerca intorno al kernel Mach è sostanzialmente terminata, anche se questo viene utilizzato da molti sviluppatori commerciali come Apple Inc.
Successore del kernel Accent, nato anch'esso alla CMU, il Mach è stato sviluppato principalmente da Richard Rashid, che dal 1991 lavora presso Microsoft ricoprendo posizioni dirigenziali nella divisione dedicata allo sviluppo, e da Avie Tevanian, che ha continuato lo sviluppo di Mach prima per la società NeXT e in seguito come Chief Software Technology Officer in Apple.